# Traian Vuia, Timiș
Traian Vuia este un sat în comuna cu același nume din județul Timiș, Banat, România.